# Ӷ
La Ӷ, minuscolo ӷ è una lettera dell'alfabeto cirillico. Viene usata nella versione cirillica modificata per lo jupik siberiano in Russia o per il nivkh.